# FA-cupen
FA-cupen (engelska: FA Cup, förkortning för Football Association Challenge Cup) är en fotbollsturnering arrangerad av engelska fotbollsförbundet, Football Association. Namnet "FA-cupen" syftar på den engelska tävlingen för män, den för kvinnor heter FA Women's Cup.
FA-cupen är världens äldsta fotbollstävling, den startade 1871/72. Då klubbar från hela det engelska ligasystemet (i teorin; i praktiken begränsad till nivåerna 1–10) får delta finns det stor chans för lag från lägre divisioner att bli "giant-killers" genom att de vinner över större klubbar. Det händer emellertid sällan att lag från lägre divisioner tar sig ända till finalen. 
Förutom äran blir vinnaren kvalificerad för spel i Europa League. Om vinnaren redan är kvalificerad för spel i Europa går platsen till det högst placerade Premier League-laget som inte kvalificerat sig för spel i Europa.
Regerande mästarna (säsongen 2024/2025) av FA-cupen är Crystal Palace. Arsenal har rekordet med hela 14 titlar. Arsène Wenger har rekordet som tränare med 7 titlar.

## Historia
FA-cupen startades 1871 efter ett förslag av Football Associations sekreterare Charles W. Alcock att medlemmarna i FA skulle mötas i en utslagstävling. Inbjudan till de femtio medlemsklubbarna skickades ut men intresset var till en början inte särskilt stort, bara femton klubbar svarade varav några av dessa sedan aldrig ställde upp i tävlingen. Endast tretton matcher spelades i den första turneringen, som inleddes med en första omgång den 11 november 1871. I den första finalen, som spelades den 16 mars 1872 på Kennington Oval, ställdes Royal Engineers AFC mot Wanderers FC och Wanderers vann med 1–0. I turneringens tidiga historia dominerade amatörklubbar från södra England men med införandet av professionell fotboll 1885 gjorde att proffsklubbarna från norr tog över allt mer och intresset för turneringen ökade starkt.
1923 spelades den första FA-cupfinalen på Wembley Stadium då Bolton Wanderers och West Ham United möttes. Den officiella publiksiffran var på hela 126 047 åskådare, men många fler åskådare tros ha tagit sig in på arenan. 1927 vann walesiska Cardiff City cupen som den första, och hittills enda, icke-engelska klubb. 1938 tv-sändes FA-cupfinalen för första gången.

## Strukturen
Numera får bara lag från engelska ligasystemet delta. Förr i tiden deltog lag från Wales, Irland och Skottland i tävlingen och Queen's Park från Glasgow tog sig ända till final 1884 och 1885. Sex walesiska klubbar som spelar i det engelska ligasystemet tävlar i FA-cupen; Cardiff City, Swansea City, Wrexham, Merthyr Tydfil, Newport County och Colwyn Bay. 
Tävlingen är en utslagstävling där de tävlande paras ihop helt slumpvis genom lottning – det förekommer ingen seedning och lottning sker efter att flertalet matcher i varje omgång spelats. Kvalomgångarnas lottning är emellertid regionaliserad för att hålla nere resekostnaderna för mindre lag. Lottningen bestämmer även vilket lag som kommer att få hemmaplan. Om en match (förutom semifinal eller final) slutar oavgjort blir det omspel, oftast på arenan för laget som hade bortaplan i första matchen. Omspelsmatcher avgörs numera genom övertid och straffsparkar, förr i tiden genomfördes flera omspel tills ett lag vunnit. Ibland kunde det ta upp till sex matcher innan en vinnare kunde fastställas. Säsongen 1974/75 spelade Fulham elva matcher på sex omgångar. Detta är rekord när det gäller antalet spelade matcher för att ta sig till final. Omspel spelades förr tre eller fyra dagar efter första matchen men från säsongen 1991/92 genomförs de tidigast tio dagar efter första matchen på inrådan av polisen. Detta ledde till att straffsparksläggning introducerades.
Lottningen av de olika omgångarna, som sker genom att man drar numrerade kulor ur en påse, tilldrar sig stort intresse från både klubbar och deras supportrar och sänds numera i TV. När de större klubbarna går in i tävlingen ökar möjligheterna till intressanta och inkomstbringande matcher vilket genererar mängder av spekulationer. Ibland dras två toppklubbar i de tidigare omgångarna vilket gör att de inte kan mötas i en final. Lägre rankade klubbar med rykte om sig att vara "giant-killers" ser fram emot att möta topplag på hemmaplan, men ibland kan kostnader för utökad polisbevakning ta ut de ökande intäkterna från en större publik. Mellanlag hoppas på svagt motstånd för att öka chanserna till avancemang till nästa omgång. Toppklubbar vill ha enkelt motstånd, samtidigt måste de vara på sin vakt mot lägre rankade klubbar med ambitioner eller yttre faktorer, som Yeovil Town som var tvungna att spela på en väldigt excentrisk fotbollsplan. Lottningen sändes en gång i tiden från en TV-studio, med tjänstemän från Football Association som drog kulorna. Numera har det blivit ett stort event, 2007 deltog kända spelare under lottningen och drog kulorna under en direktsändning från Soho Square i London, när första omgången skulle lottas.
Alla lag från Premier League och Football League får delta. Lag som deltagit i föregående års FA-cup, FA Trophy eller FA Vase tävling och anses spela i en acceptabel liga nuvarande säsong får också delta. Alla klubbar som är med i tävlingen måste ha en lämplig stadion. Säsongen 2004/05 deltog 660 lag i tävling, man slog då rekordet med 656 startande lag från 1921/22. Under de efterföljande säsongerna slogs nya rekord 2005/06 med 674 startande lag, 2006/07 med 687 lag, 2007/08 med 731 lag och 2008/09 med 762 startande lag.
Tävlingen startar i augusti med de extra förberedande omgångarna för lag som spelar i ligor längre ned i engelska ligasystemet och de förberedande omgångarna. Efter det kommer fyra kvalificeringsomgångar och sex ordinarie omgångar följt av semifinaler och final.
Lag som spelar högre upp i ligasystemet är undantagna från de tidigaste omgångarna. Till exempel, lag som spelar i National League North och National League South går in i tävlingen i den andra förberedande omgången, medan lag i National League går in i fjärde förberedande omgången. Lag från Football League One och Football League Two gör entré i första ordinarie omgången, medan lag från The Championship och Premier League går in i tredje ordinarie omgången.
FA-cupen har haft ett fast mönster för när omgångarna ska spelas i många år. Normalt spelas den första omgången i mitten av november, den andra en av de två första lördagarna i december. Den tredje spelas i början av januari, den fjärde senare i månaden och den femte i mitten av februari. Den sjätte spelas tidigt eller i mitten av mars, semifinalerna spelas en månad senare. Finalen spelas normalt lördagen efter att Premier League avslutat sin säsong. Den enda säsongen i modern tid som det här mönstret inte har följts var säsongen 1999-2000, när de flesta omgångarna spelades några veckor tidigare som ett experiment. 
Vinnaren blir kvalificerad för spel i Europa Leagues första omgång. Om vinnaren redan är kvalificerad för spel i Champions League går platsen till det bästa icke-kvalificerade laget i Premier League.

## Arenor
Matcherna i FA-cupen spelas vanligen på det ena lagets hemmaplan, vilket lag som får hemmaplan bestäms vid lottningen. Om en match (förutom kvartsfinal, semifinal eller final) slutar oavgjort blir det omspel, oftast på arenan för laget som hade bortaplan i första matchen. Förr i tiden när det var möjligt med flera omspelsmatcher, spelades andra och de eventuellt resterande omspelsmatcherna på neutral plan. Semifinalerna spelas på neutral plan, förr i tiden var det vanligtvis hemmaplanen för lag som inte gått till semifinalen. Från 2008 kommer alla semifinaler att spelas på Wembley Stadium.
Den första finalen spelades på Kennington Oval 1872, året efter spelades finalen på Lillie Bridge i Fulham för att sedan spelas på Kennington Oval mellan 1874 och 1892. Omspelsmatchen 1886 spelades på Racecourse Ground i Derby. Finalen 1893 spelades på Fallowfield Stadium i Fallowfield, Manchester för att året därpå, 1894 spelas på Goodison Park i Liverpool. Mellan 1895 och 1914 spelades finalerna på Crystal Palace Park i London förutom en del omspelsmatcher som spelades på Burnden Park i Bolton 1901, Goodison Park 1910, Old Trafford i Manchester 1911 och Bramall Lane i Sheffield 1912. 1915 spelades finalen på Old Trafford och sedan gjorde cupen ett uppehåll på fyra år på grund av Första Världskriget. 1920 var det dags igen och mellan 1920 och 1922 spelades finalen på Stamford Bridge, Fulham i London. Mellan 1923 och 2000 spelades finalen på gamla Wembley i London, mellan 2001 och 2006 spelades den på Millennium Stadium i Cardiff på grund av omfattande byggnadsarbeten vid Wembley. Från och med 2007 spelas finalen på det nya Wembley.

## Vinnare utanför toppdivisionen
Sedan bildandet av the Football League är Tottenham Hotspur det enda icke-ligalaget som vunnit FA-cupen. Det skedde 1901 då klubben spelade i Southern Football League och valdes in i Football League först 1908. På den tiden bestod Football League av två 18-lagsdivisioner, medan Southern Football League var en fristående liga med klubbar från södra England.
I FA-cupens historia är det bara åtta lag som vunnit tävlingen utan att spela i det engelska ligasystemets högsta nivå. Först var  Notts County 1894 och West Ham United var det senaste laget som lyckades genom att vinna över Arsenal i finalen 1980. Förutom Tottenham 1901 spelade alla andra i den gamla Second Division. Inget annat lag som spelat på nivå tre eller lägre i det engelska ligasystemet har än så länge tagit sig till finalen. 
En av de största skrällarna stod Sunderland för genom att vinna över Leeds United med 1–0 i finalen 1973. Leeds låg trea i det som idag är Premier League och Sunderland spelade i det som idag är The Championship, andradivisionen.
Tre år senare upprepade andra-divisionslaget Southampton bedriften genom att vinna över Manchester United med samma siffror, 1–0. 
West Bromwich Albion är enda klubben som vunnit FA-cupen och avancerat från andra till första nivån i det engelska ligasystemet samma säsong, 1930/31.
De tre kvarvarande vinnarna som vunnit FA-cupen utan att spela i toppdivisionen är Barnsley 1912, Wolverhampton Wanderers 1908 och Notts County 1894. Notts County var den första klubben utanför toppdivisionen som vann FA-cupen sedan Football League bildades. Sedan Football League bildades har ingen final i FA-cupen spelats mellan två lag utanför toppdivisionen.

## Jättedödare
Om man bortser från ovan nämnda vinnare utanför toppdivisionen så har FA-cupen en lång tradition av lag från lägre divisioner som blir så kallade ”jättedödare” genom att vinna över lag som är mycket högre rankade i de tidigare omgångarna. Det finns många olika jättedödarbedrifter, även om det nu för tiden är relativt ovanligt att ett lag vinner över ett annat som spelar mer än två divisioner över. Senaste gången som ett icke-ligalag vann över ett lag från toppdivisionen var när Sutton United vann över Coventry City i 1988/89 års FA-cup. Ett annat noterbart resultat var när Mansfield Town i FA-cupens femte omgång 1969 mötte West Ham United som låg sexa i Football League First Division (motsvarar dagens Premier League) och hade tre världsmästare i sitt lag: Bobby Moore, Martin Peters och Geoff Hurst. Matchen sköts upp fem gånger innan den spelades den 26 februari 1969. Inför 21 117 åskådare på Field Mill vann Mansfield med 3–0. Andra jättedödarbedrifter inkluderar Hereford Uniteds vinst över Newcastle United 1972 och Blyth Spartans 3–2-vinst över Stoke City 1978. Bristol Citys omspelsvinst över Liverpool 1994 är också noterbar, detta i Graeme Souness sista match som tränare för The Reds.

## Sponsorer
Sedan säsongen 1994/95 har FA-cupen haft sponsorer. För att skydda namnet på turneringen har namnet aldrig ändrats från "The FA Cup" (på engelska). Istället så har tävlingen blivit känd som "The FA Cup sponsored by ..." förutom mellan 1999 och 2002 då den var känd som "The AXA Sponsored FA Cup". Mellan 2011 och 2014 kallades den "The FA Cup with Budweiser". 

### Sponsorerna
- 1995-1998 Littlewoods
- 1999-2002 AXA
- 2003-2006 Ingen huvudsponsor, FA Partners: Carlsberg, McDonald's, Nationwide Building Society, Pepsi-Cola, Umbro
- 2006-2010 E.ON (Officiell Sponsor): Supportrar (Carlsberg, Umbro och National Express)
- 2011–2014 Budweiser
- 2014-2015 Ingen huvudsponsor
- 2015-2019 Emirates

Från augusti 2006 till 2014 är Umbro bollsponsor för alla FA-cupens matcher.

## FA-cupvinnare
- 1872 – Wanderers
- 1873 – Wanderers
- 1874 – Oxford University
- 1875 – Royal Engineers
- 1876 – Wanderers
- 1877 – Wanderers
- 1878 – Wanderers
- 1879 – Old Etonians
- 1880 – Clapham Rovers
- 1881 – Old Carthusians
- 1882 – Old Etonians
- 1883 – Blackburn Olympic
- 1884 – Blackburn Rovers
- 1885 – Blackburn Rovers
- 1886 – Blackburn Rovers
- 1887 – Aston Villa
- 1888 – West Bromwich Albion
- 1889 – Preston North End
- 1890 – Blackburn Rovers
- 1891 – Blackburn Rovers
- 1892 – West Bromwich Albion
- 1893 – Wolverhampton Wanderers
- 1894 – Notts County
- 1895 – Aston Villa
- 1896 – Sheffield Wednesday
- 1897 – Aston Villa
- 1898 – Nottingham Forest
- 1899 – Sheffield United
- 1900 – Bury
- 1901 – Tottenham Hotspur
- 1902 – Sheffield United
- 1903 – Bury
- 1904 – Manchester City
- 1905 – Aston Villa
- 1906 – Everton
- 1907 – Sheffield Wednesday
- 1908 – Wolverhampton Wanderers
- 1909 – Manchester United
- 1910 – Newcastle United
- 1911 – Bradford City
- 1912 – Barnsley
- 1913 – Aston Villa
- 1914 – Burnley
- 1915 – Sheffield United
- 1920 – Aston Villa
- 1921 – Tottenham Hotspur
- 1922 – Huddersfield Town
- 1923 – Bolton Wanderers
- 1924 – Newcastle United
- 1925 – Sheffield United
- 1926 – Bolton Wanderers
- 1927 – Cardiff City
- 1928 – Blackburn Rovers
- 1929 – Bolton Wanderers
- 1930 – Arsenal
- 1931 – West Bromwich Albion
- 1932 – Newcastle United
- 1933 – Everton
- 1934 – Manchester City
- 1935 – Sheffield Wednesday
- 1936 – Arsenal
- 1937 – Sunderland
- 1938 – Preston North End
- 1939 – Portsmouth
- 1946 – Derby County
- 1947 – Charlton Athletic
- 1948 – Manchester United
- 1949 – Wolverhampton Wanderers
- 1950 – Arsenal
- 1951 – Newcastle United
- 1952 – Newcastle United
- 1953 – Blackpool
- 1954 – West Bromwich Albion
- 1955 – Newcastle United
- 1956 – Manchester City
- 1957 – Aston Villa
- 1958 – Bolton Wanderers
- 1959 – Nottingham Forest
- 1960 – Wolverhampton Wanderers
- 1961 – Tottenham Hotspur
- 1962 – Tottenham Hotspur
- 1963 – Manchester United
- 1964 – West Ham United
- 1965 – Liverpool
- 1966 – Everton
- 1967 – Tottenham Hotspur
- 1968 – West Bromwich Albion
- 1969 – Manchester City
- 1970 – Chelsea
- 1971 – Arsenal
- 1972 – Leeds United
- 1973 – Sunderland
- 1974 – Liverpool
- 1975 – West Ham United
- 1976 – Southampton
- 1977 – Manchester United
- 1978 – Ipswich Town
- 1979 – Arsenal
- 1980 – West Ham United
- 1981 – Tottenham Hotspur
- 1982 – Tottenham Hotspur
- 1983 – Manchester United
- 1984 – Everton
- 1985 – Manchester United
- 1986 – Liverpool
- 1987 – Coventry City
- 1988 – Wimbledon
- 1989 – Liverpool
- 1990 – Manchester United
- 1991 – Tottenham Hotspur
- 1992 – Liverpool
- 1993 – Arsenal
- 1994 – Manchester United
- 1995 – Everton
- 1996 – Manchester United
- 1997 – Chelsea
- 1998 – Arsenal
- 1999 – Manchester United
- 2000 – Chelsea
- 2001 – Liverpool
- 2002 – Arsenal
- 2003 – Arsenal
- 2004 – Manchester United
- 2005 – Arsenal
- 2006 – Liverpool
- 2007 – Chelsea
- 2008 – Portsmouth
- 2009 – Chelsea
- 2010 – Chelsea
- 2011 – Manchester City
- 2012 – Chelsea
- 2013 – Wigan Athletic
- 2014 – Arsenal
- 2015 – Arsenal
- 2016 – Manchester United
- 2017 – Arsenal
- 2018 – Chelsea
- 2019 – Manchester City
- 2020 – Arsenal
- 2021 – Leicester City
- 2022 – Liverpool
- 2023 – Manchester City
- 2024 – Manchester United

## Statistik vinnare och finalister
Klubbarna rankas efter antal vinster och finaler. Lag skrivna med kursiv text finns inte längre.
|    | Klubb                    | Vinster | Senaste vinsten | Finalist | Senaste finalförlusten |
| -- | ------------------------ | ------- | --------------- | -------- | ---------------------- |
| 1  | Arsenal                  | 14      | 2020            | 7        | 2001                   |
| 2  | Manchester United        | 13      | 2024            | 9        | 2023                   |
| 3  | Liverpool                | 8       | 2022            | 7        | 2012                   |
| =  | Chelsea                  | 8       | 2018            | 8        | 2022                   |
| =  | Tottenham Hotspur        | 8       | 1991            | 1        | 1987                   |
| 6  | Aston Villa              | 7       | 1957            | 4        | 2015                   |
| 7  | Newcastle United         | 6       | 1955            | 7        | 1999                   |
| =  | Manchester City          | 7       | 2023            | 6        | 2024                   |
| =  | Blackburn Rovers         | 6       | 1928            | 2        | 1960                   |
| 10 | Everton                  | 5       | 1995            | 8        | 2009                   |
| =  | West Bromwich Albion     | 5       | 1968            | 5        | 1935                   |
| =  | Wanderers                | 5       | 1878            | 0        |                        |
| 13 | Wolverhampton Wanderers  | 4       | 1960            | 4        | 1939                   |
| =  | Bolton Wanderers         | 4       | 1958            | 3        | 1953                   |
| =  | Sheffield United         | 4       | 1925            | 2        | 1936                   |
| 16 | Sheffield Wednesday      | 3       | 1935            | 3        | 1993                   |
| =  | West Ham United          | 3       | 1980            | 2        | 2006                   |
| 18 | Preston North End        | 2       | 1938            | 5        | 1964                   |
| =  | Old Etonians             | 2       | 1882            | 4        | 1883                   |
| =  | Portsmouth               | 2       | 2008            | 3        | 2010                   |
| =  | Sunderland               | 2       | 1973            | 2        | 1992                   |
| =  | Nottingham Forest        | 2       | 1959            | 1        | 1991                   |
| =  | Bury                     | 2       | 1903            | 0        |                        |
| 24 | Huddersfield Town        | 1       | 1922            | 4        | 1938                   |
| =  | Royal Engineers          | 1       | 1875            | 3        | 1878                   |
| =  | Derby County             | 1       | 1946            | 3        | 1903                   |
| =  | Leeds United             | 1       | 1972            | 3        | 1973                   |
| =  | Southampton              | 1       | 1976            | 3        | 2003                   |
| =  | Oxford University        | 1       | 1874            | 3        | 1880                   |
| =  | Cardiff City             | 1       | 1927            | 2        | 2008                   |
| =  | Burnley                  | 1       | 1914            | 2        | 1962                   |
| =  | Blackpool                | 1       | 1953            | 2        | 1951                   |
| =  | Clapham Rovers           | 1       | 1880            | 1        | 1879                   |
| =  | Notts County             | 1       | 1894            | 1        | 1891                   |
| =  | Barnsley                 | 1       | 1912            | 1        | 1910                   |
| =  | Charlton                 | 1       | 1947            | 1        | 1946                   |
| =  | Old Carthusians          | 1       | 1881            | 0        |                        |
| =  | Blackburn Olympic        | 1       | 1883            | 0        |                        |
| =  | Bradford City            | 1       | 1911            | 0        |                        |
| =  | Ipswich Town             | 1       | 1978            | 0        |                        |
| =  | Coventry City            | 1       | 1987            | 0        |                        |
| =  | Wimbledon                | 1       | 1988            | 0        |                        |
| =  | Wigan Athletic           | 1       | 2013            | 0        |                        |
| 45 | Leicester City           | 1       | 2021            | 4        | 1969                   |
| =  | Queen's Park             | 0       |                 | 2        | 1885                   |
| =  | Bristol City             | 0       |                 | 1        | 1909                   |
| =  | Birmingham City          | 0       |                 | 1        | 1956                   |
| =  | Luton Town               | 0       |                 | 1        | 1959                   |
| =  | Fulham                   | 0       |                 | 1        | 1975                   |
| =  | Queens Park Rangers      | 0       |                 | 1        | 1982                   |
| =  | Brighton and Hove Albion | 0       |                 | 1        | 1983                   |
| =  | Watford                  | 0       |                 | 1        | 1984                   |
| =  | Crystal Palace           | 0       |                 | 1        | 1990                   |
| =  | Middlesbrough            | 0       |                 | 1        | 1997                   |
| =  | Millwall                 | 0       |                 | 1        | 2004                   |
| =  | Stoke City               | 0       |                 | 1        | 2011                   |
| =  | Hull City AFC            | 0       |                 | 1        | 2014                   |

Fyra klubbar har vunnit FA-cupen i följd vid mer än ett tillfälle:
Wanderers (1872, 1873) och (1876, 1877, 1878), Blackburn Rovers (1884, 1885, 1886) och (1890, 1891), Tottenham Hotspur (1961, 1962) och (1981, 1982), och Arsenal (2002, 2003) och (2014, 2015).
Sju klubbar har vunnit FA-cupen som en del av Dubbeln (The Double), de är:
Preston North End (1889), Aston Villa (1897), Tottenham Hotspur (1961), Arsenal (1971, 1998, 2002), Liverpool (1986), Manchester United (1994, 1996, 1999) och Chelsea (2010). Arsenal och Manchester United delar rekordet med tre dubblar var. Arsenal har vunnit sina under tre separata årtionden medan Manchester United vunnit sina under 1990-talet när de dominerade engelsk fotboll.
West Bromwich Albion är enda klubben som vunnit FA-cupen och avancerat till Football League First Division samma säsong; 1930/31.
1993 blev Arsenal den första klubben att vinna både FA-cupen och Football League Cup samma säsong. Liverpool upprepade bedriften 2001 och Chelsea 2007.
1999 lade Manchester United till Champions League titeln till sin Double.
2001 vann Liverpool FA-cupen, Football League Cup och Uefacupen.